# Halina Gruszczyńska
Halina Bronisława Gruszczyńska z domu Beyer (ur. 7 stycznia 1934 w Poznaniu, zm. 29 listopada 2014 w Warszawie) – polska koszykarka grająca na pozycji rozgrywającej.

## Życiorys
Oprócz koszykówki trenowała także pływanie i lekką atletykę, grała również w siatkówkę i piłkę ręczną, zdobyła brązowy medal MP juniorek w rzucie dyskiem. Karierę koszykarską rozpoczęła w 1950 w Kolejowym Klubie Sportowym Poznań (później Lech). Z drużyną z Poznania zdobyła 5 medali MP: 1 złoty (1957), 2 srebrne (1955, 1956), 2 brązowe (1954, 1958). W 1959 przeniosła się do AZS-u Warszawa, z którym zdobyła 6 medali: 3 złote (1960, 1961,1962) i 3 srebrne (1963, 1964, 1965).
W reprezentacji Polski występowała od 1951 do 1959, łącznie w 107 spotkaniach. Zadebiutowała 6. sierpnia 1951 w Berlinie przeciwko Bułgarii. Trzykrotnie zagrała na mistrzostwach Europy: w 1952 w Moskwie, w 1956 w Pradze i w 1958 w Łodzi (we wszystkich startach piąte miejsce). Reprezentowała Polskę także na mistrzostwach świata rozgrywanych w 1959 roku w Moskwie, na których Polska zajęła 5. miejsce. Sportową karierę zakończyła w 1966.
Jej córką jest Katarzyna Dulnik.

## Sukcesy
- 11 medali Mistrzostw Polski: 4 złote (1957,1960,1961,1962), 5 srebrnych (1955,1956,1963,1964,1965), 2 brązowe(1954,1958)
- udział w 3 turniejach Mistrzostw Europy (1952 – Rosja, Moskwa, 1956 – Czechosłowacja, Praga, 1958 – Polska, Łódź)
- 5. miejsce na Mistrzostwach Świata w 1959 w Moskwie
- 4. miejsce w Akademickich MŚ w 1961 w Sofii